# Stephon Tuitt
Stephon Jakiel Tuitt (Miami, 23 maggio 1993) è un ex giocatore di football americano statunitense che ha militato nel ruolo di defensive end nei Pittsburgh Steelers della National Football League (NFL). Fu scelto nel corso del secondo giro (46º assoluto) del Draft NFL 2014. Al college ha giocato a football a Notre Dame.

## Carriera

### Pittsburgh Steelers
Tuitt fu scelto dai Pittsburgh Steelers nel corso del secondo giro del Draft 2014. Debuttò come professionista subentrando nella partita della settimana 1 vinta contro i Cleveland Browns. Il primo sack lo mise a segno nel penultimo turno contro i Kansas City Chiefs. La sua prima stagione si chiuse con 17 tackle disputando tutte le 16 partite, di cui 4 come titolare.
Nella settimana 11 della stagione 2016, Tuitt fece registrare 6 tackle e 2,5 sack nella vittoria sui Cleveland Browns che gli valsero il premio di miglior difensore della AFC della settimana.
Nell'ottavo turno della stagione 2020 Tuitt mise a segno 9 tackle (di cui 3 con perdita di yard) e 2 sack nella vittoria sui Baltimore Ravens, venendo nominato per la seconda volta miglior difensore della AFC della settimana. La sua stagione si chiuse con un primato in carriera di 11 sack.
Il 1º giugno 2022 Tuitt annunciò il proprio ritiro.

## Palmarès
- Difensore della AFC della settimana: 2

11ª del 2016, 8ª del 2020